# Imo.im
Imo är en tjänst för snabbmeddelanden grundad av Praveen Krishnamurthy, Ralph Harik och Georges Haris, varav den sistnämnde var en av Googles 10 första anställda. Företaget grundades 2007 och har sitt huvudkontor i Palo Alto, Kalifornien. 
Tjänsten lanserades 2009 och hade då möjlighet att knyta andra meddelandetjänster till sig, de använde sig av tredje-parts direktmeddelanden och vann därigenom popularitet precis som Meebo. Genom att öppenheten för tredje-parts-produkter gradvis monterades ner av de olika meddelandetjänsterna valde Imo att istället satsa enbart på interna meddelanden från mars 2014. 
Imo var 2016 års mest populära meddelandeapp i Kuba och växte starkt i Centralasien under 2017 och var då störst av alla meddelandeappar i Turkmenistan och Uzbekistan samt näst störst i Kirgizistan, Tadjikistan, Nepal och även i folkrika Bangladesh.  Under 2019 var Imo fortsatt störst i Turkmenistan och Uzbekistan 